# Holocryptis
Holocryptis là một chi bướm đêm thuộc họ Noctuidae.

## Các loài
- Holocryptis phasianura Lucas, 1892